# Jean-François Tournon
Jean-François Tournon (Bois-Colombes, 6 de agosto de 1905-Bois-Colombes, 12 de abril de 1986) fue un deportista francés que compitió en esgrima, especialista en la modalidad de sable.
Participó en dos Juegos Olímpicos de Verano en los años 1948 y 1952, obteniendo una medalla de bronce en Helsinki 1952 en la prueba por equipos. Ganó cuatro medallas en el Campeonato Mundial de Esgrima entre los años 1938 y 1954.

## Palmarés internacional
| Juegos Olímpicos   | Juegos Olímpicos          | Juegos Olímpicos  | Juegos Olímpicos  |
| Año                | Lugar                     | Medalla           | Prueba            |
| ------------------ | ------------------------- | ----------------- | ----------------- |
| 1952               | Helsinki (Finlandia)      | Medalla de bronce | Sable por equipos |
| Campeonato Mundial |                           |                   |                   |
| Año                | Lugar                     | Medalla           | Prueba            |
| 1938               | Pieštany (Checoslovaquia) | Medalla de plata  | Sable por equipos |
| 1949               | El Cairo (Egipto)         | Medalla de plata  | Sable por equipos |
| 1950               | Montecarlo (Mónaco)       | Medalla de plata  | Sable por equipos |
| 1954               | Luxemburgo (Luxemburgo)   | Medalla de bronce | Sable por equipos |